# Liste der Deutschen Meister im Curling
Die Liste der Deutschen Meister im Curling listet alle Vereine auf, die seit 1966 den Deutschen Meistertitel im Curling erringen konnten. Seit 1994 wird die Meisterschaft im Rahmen der Bundesliga ermittelt.
| Jahr                      | Männer                                           | Frauen                        |
| ------------------------- | ------------------------------------------------ | ----------------------------- |
| 1966                      | Münchener EV                                     | –                             |
| 1967                      | Münchener EV                                     | –                             |
| 1968                      | EC Bad Tölz                                      | –                             |
| 1969                      | EC Bad Töz                                       | –                             |
| 1970                      | EC Oberstdorf                                    | –                             |
| 1971                      | EC Bad Tölz                                      | –                             |
| 1972                      | EC Oberstdorf                                    | –                             |
| 1973                      | EC Bad Tölz                                      | –                             |
| 1974                      | EC Oberstdorf                                    | –                             |
| 1975                      | EC Bad Tölz                                      | Münchener EC                  |
| 1976                      | EC Bad Tölz                                      | CC Bavaria München            |
| 1977                      | EC Bad Tölz                                      | Münchener CC                  |
| 1978                      | Münchener EV                                     | Münchener CC                  |
| 1979                      | Münchener EV                                     | CC Schwenningen               |
| 1980                      | CC Schwenningen                                  | CC Schwenningen               |
| 1981                      | CC Schwenningen                                  | EC Oberstdorf                 |
| 1982                      | CC Schwenningen                                  | CC Schwenningen               |
| 1983                      | CC Schwenningen                                  | SC Riessersee                 |
| 1984                      | CC Schwenningen                                  | EC Oberstdorf                 |
| 1985                      | CC Schwenningen                                  | SC Riessersee                 |
| 1986                      | EV Füssen                                        | SC Riessersee                 |
| 1987                      | EC Oberstdorf                                    | SC Riessersee                 |
| 1988                      | SC Riessersee                                    | SC Riessersee                 |
| 1989                      | EV Füssen                                        | SC Riessersee                 |
| 1990                      | EV Füssen                                        | EC Oberstdorf                 |
| 1991                      | EV Füssen                                        | SC Riessersee                 |
| 1992                      | Münchener EV                                     | CC Füssen                     |
| 1993                      | SG Münchener EV/EC Oberstdorf                    | CC Füssen                     |
| 1994                      | CC Füssen                                        | CC Füssen                     |
| 1995                      | CC Füssen                                        | SC Riessersee                 |
| 1996                      | CC Hamburg                                       | SC Riessersee                 |
| 1997                      | CC Füssen                                        | SC Riessersee/CC Schwenningen |
| 1998                      | CC Füssen                                        | SC Riessersee                 |
| 1999                      | CC Füssen                                        | SC Riessersee                 |
| 2000                      | CC Füssen                                        | CC Füssen                     |
| 2001                      | CC Füssen                                        | SC Riessersee                 |
| 2002                      | EC Oberstdorf                                    | SC Riessersee                 |
| 2003                      | CC Schwenningen                                  | SC Riessersee                 |
| 2004                      | EC Oberstdorf                                    | SC Riessersee                 |
| 2005                      | CC Füssen                                        |                               |
| 2006                      | EC Oberstdorf                                    |                               |
| 2007                      | CC Füssen                                        |                               |
| 2008                      | CC Füssen                                        |                               |
| 2009                      | CC Füssen                                        | SC Riessersee                 |
| 2010                      | CC Füssen                                        | SC Riessersee                 |
| 2011                      | CC Füssen                                        | SC Riessersee                 |
| 2012                      | CC Hamburg                                       | SC Riessersee                 |
| 2013                      | CC Hamburg                                       | SC Riessersee                 |
| 2014 Jan. 2014 Hamburg    | CC Hamburg                                       | SC Riessersee                 |
| 2015 Feb. 2015 Hügelsheim | Baden-Hills Golf & Curling Club Rastatt          | SC Riessersee                 |
| 2016                      | Baden-Hills Golf & Curling Club Rastatt          | CC Füssen                     |
| 2018 Dez. 2017            | Baden-Hills Golf & Curling Club Rastatt Junioren | CC Füssen                     |
| 2019 Feb. 2019            | Baden-Hills Golf & Curling Club Rastatt          | SC Riessersee                 |